# Studničný vrch
Studničný vrch är ett berg i Tjeckien.   Det ligger i regionen Olomouc, i den östra delen av landet, 200 km öster om huvudstaden Prag. Toppen på Studničný vrch är 991 meter över havet, eller 458 meter över den omgivande terrängen. Bredden vid basen är 6,1 km.
Terrängen runt Studničný vrch är huvudsakligen kuperad.Runt Studničný vrch är det ganska tätbefolkat, med 172 invånare per kvadratkilometer. Närmaste större samhälle är Jeseník, 4,2 km sydost om Studničný vrch. I omgivningarna runt Studničný vrch växer i huvudsak blandskog.